# Lagunilla (Salamanca)
Lagunilla es un municipio y localidad española de la provincia de Salamanca, en la comunidad autónoma de Castilla y León. Se integra dentro de la comarca de la Sierra de Béjar. Pertenece al partido judicial de Béjar y a la Mancomunidad Ruta de la Plata.
Su término municipal está formado por un solo núcleo de población, ocupa una superficie total de 42,52 km² y según los datos demográficos recogidos en el padrón municipal elaborado por el INE en el año 2017, cuenta con 481 habitantes.

## Geografía
Limita con Aldeacipreste, Montemayor del Río, El Cerro, Colmenar de Montemayor, Valdelageve, Sotoserrano y Zarza de Granadilla. Su altitud es de 910 m sobre el nivel del mar.

## Historia

### Edad Antigua
Lo más probable es que estuviese habitado por algún núcleo vetón. dado que este pueblo, procedente de Centroeuropa, se estableció en la parte suroccindental de la península ibérica. Vestigios suyos son los Castros y túmulos sepulcrales que se encontraron en ciertas fincas del Valle de Hornacinos.

### Época Romana
La presencia romana en el valle queda confirmada por los hallazgos arqueológicos realizados de forma casual de vasijas de barro, piedras labradas, ladrillos e incluso monedas.
Lo que está probado es que el paso de Extremadura a la Meseta se hacía por las cercanías del valle, con la calzada romana tan próxima y que, además, uno de los tres asentamientos que Quinto Cecilio establece, es la mansión Caelionicco o Vicus Caecilius, que se situaba entre el llamado Coto, detrás de casa Adriano, en Puerto de Béjar a 132 millas de Mérida. Era lugar de descanso para los ejércitos que subían de Extremadura.
Esta vía, llamada antiguo camino Tartesio, después Vía de la Plata, que ponía en comunicación los pueblos del norte con los del sur constituyú una vía para el comercio y el abastecimiento de metales, sedas y especies. Cuando el general cartaginés Aníbal, en el año 220 a.c. conquistó Salamanca, también se sirvió de este camino, pero son los romanos los que le dan su verdadero valor, construyéndola y arreglándola como eje de sus conquistas.
Siglos más tarde, en 1273, cuando Alfonso X el Sabio crea el Concejo de la Mesta, la calzada cobra gran importancia comercial con la trashumancia, al trasladarse los rebaños del norte a tierras extremeñas.
Esta vía penetraba en la Abadía por el Valle de Hornacinos, subía un ramal entre Peñas Blancas y término de El Cerro, para continuar por Montemayor a unirse con a la Vía de la Plata por Valdefuentes de Sangusín, donde encontraba la Cañada Soriana. A la inversa, este ramal, llamado Cañada Real Merinas, venía de Montemayor e iba a pagar tributo al Puerto Real de la Abadía, luego había de pasar por Lagunilla, formando además, frontera con Aldeanueva del Camino.
Otro ramal de la calzada, arrancando de Aldeanueva, pasaba por Lagunilla y Valdelageve y se introducía en la Sierra de Francia. Esta desviación de la Vía de la Plata, era utilizada en la Edad Media, como ruta de peregrinos que iban a Santiago de Compostela y querían venerar a la Santísima Virgen de la Peña, pues las rutas de peregrinos no eran entonces caminos ininterrumpidos y los lugares de peregrinación, muchas veces, no estaban cerca de las calzadas, sino a varias leguas de ellas.
Volviendo al poblamiento del Valle, algunos arqueólogos opinan que ciertos núcleos urbanos romanos que no se han encontrado, podrían ser localizados en Hornacinos, pues el historiador Plinio el Viejo, entre los 37 estipendiarios, solo habla de 19.
Existen indicios de un cementerio romano en la finca de los Concejiles y un amplio muro de contención de aguas de un estanque.
Aunque parte de la Península no ofreció gran resistencia a la dominación roaman, sí la hubo en esta zona perteneciente a Lusitania, que al mando de Viriato se levantó contra las legiones romanas, manteniéndolas en jaque durante cierto tiempo. Leyendo al historiador Cea Bermúdez se dice que Viriato en el año 139 a. C., se refugió en Béjar, estableciendo sus campamentos por los alrededores, que pudieron ser también el origen de colonias y pueblos.
En el lugar denominado "La Torrecilla" se pueden encontrar restos de vasijas y ladrillos de aquella época. En el sitio denominado "El Bardal" se encontró lápida con la siguiente inscripción: "ACPVLSO. PONTIUS. PRIMIGEN. T.V.S. P.O.C.", en estos momentos se desconoce su propietario.

### Alta Edad Media: los pueblos bárbaros
No se ha encontrado gran cosa sobre el largo mperíodo de dominación de los pueblos bárbaros por estas tierras. Fueron invasores como los Suevos que llegaron hasta Plasencia y Coria, habiendo invadido anteriormente las tierras llamadas de los arragones que se cree comprendían Las Hurdes y Las Batuecas.
Estos pueblos bárbaros luchan entre sí, quedando como vencedores los Visigodos. Según relata Saturnino García en "La Villa de Montemayor", en la fortaleza de este pueblo murió el rey Recesvinto, que habiendo venido a tomar los baños, cayó repentinamente enfermo. Como dictaban sus leyes, allí mismo fue proclamado nuevo rey Wamba.

### Dominación musulmana
También los árabes encontraron en la belleza y tranquilidad del Valle de Hornacinos un motivo para quedarse. Pudiera ser cuando en el año 714, Muza llegó a Salamanca, o tal vez en el año 977 cuando Almanzor en sus devastadoras correrías tomó el castillo de Al-Hamma en Baños de Montemayor y asoló los llamados Arrabales que se extendían por el Valle.
En realidad esta zona de la Transierra fue durante largos períodos, lugar de enfrentamientos continuos entre árabes y cristianos en sus ataques de conquista por avanzar, unos hacia el Norte y otros hacia el Sur, haciendo que quedara muy despoblada y que tanto costó a muchos reyes posteriores repoblar.
En el año 1015, siendo rey de León Alfonso V, hubo sangrientas luchas para conquistar a los moros las fértiles tierras del Valle regadas por el río Ambroz. Pero la batalla más importante fue la que se libró en 1022 cerca de las orillas del citado río. los ejércitos musulmanes situados a la izquierda, fortificados en el lugar llamado Abj-jazía, por haber establecido allí sus tiendas de campaña el caudillo árabe Ab-Jaz enviado por Almanzor. Las tropas cristianas al mando de Laín el calvo (quinto abuelo del Cid), se situaron en dos cuerpos, uno en un montículo cubierto de espesos robles, donde construyeron una fortaleza llamada "Cerro" y el otro en otra elevación, donde construyeron un fortísimo castillo que llamaron "Veto a Coto", que luego fue destruido por Alfonso VIII de Castilla, hacia 1211 para que no fuera tomado por los musulmanes. Fue reconstruido hacia el año 1295.
La gran batalla se dio el 14 de septiembre, luchando 30.000 cristianos contra 48.000 moros. Los primeros se situaron en una colina en el término de Lagunilla. pasando el arroyo de Hornacinos y tras una encarnizada lucha, tuvieron que retroceder los moros a la otra orilla del río.
Aparte de estos datos históricos, la tradición oral ha dado por seguro que los moros habitaron el Valle, los cuales subían a oír misa a la ermita de santa Ana. Tal vez fue algún grupo morisco de los que se quedaban en los pueblos, aparentando abrazar la fe cristiana, durante la Reconquista, aunque no debieron quedarse hasta la expulsión decretada por Felipe III en 1609 (expulsión de los moriscos).
Topónimos como Val de paricia, Val de fragua, Val de la Geve, Val de la matanza, Val descoboso, indican también su presencia, aparte algunas piedras con signos, al parecer moriscos, halladas en la finca de la Torrecilla.
Una letrilla llegada hasta nuestros días y puesta en boca de los moros al abandonar estas tierras, dice así:
¡Ay, Hornacín, Hornacín, / si supieran los cristianos / el oro que queda en ti, / ni de día, ni de noche / dejarían de bullir!

### Baja Edad Media: La Reconquista

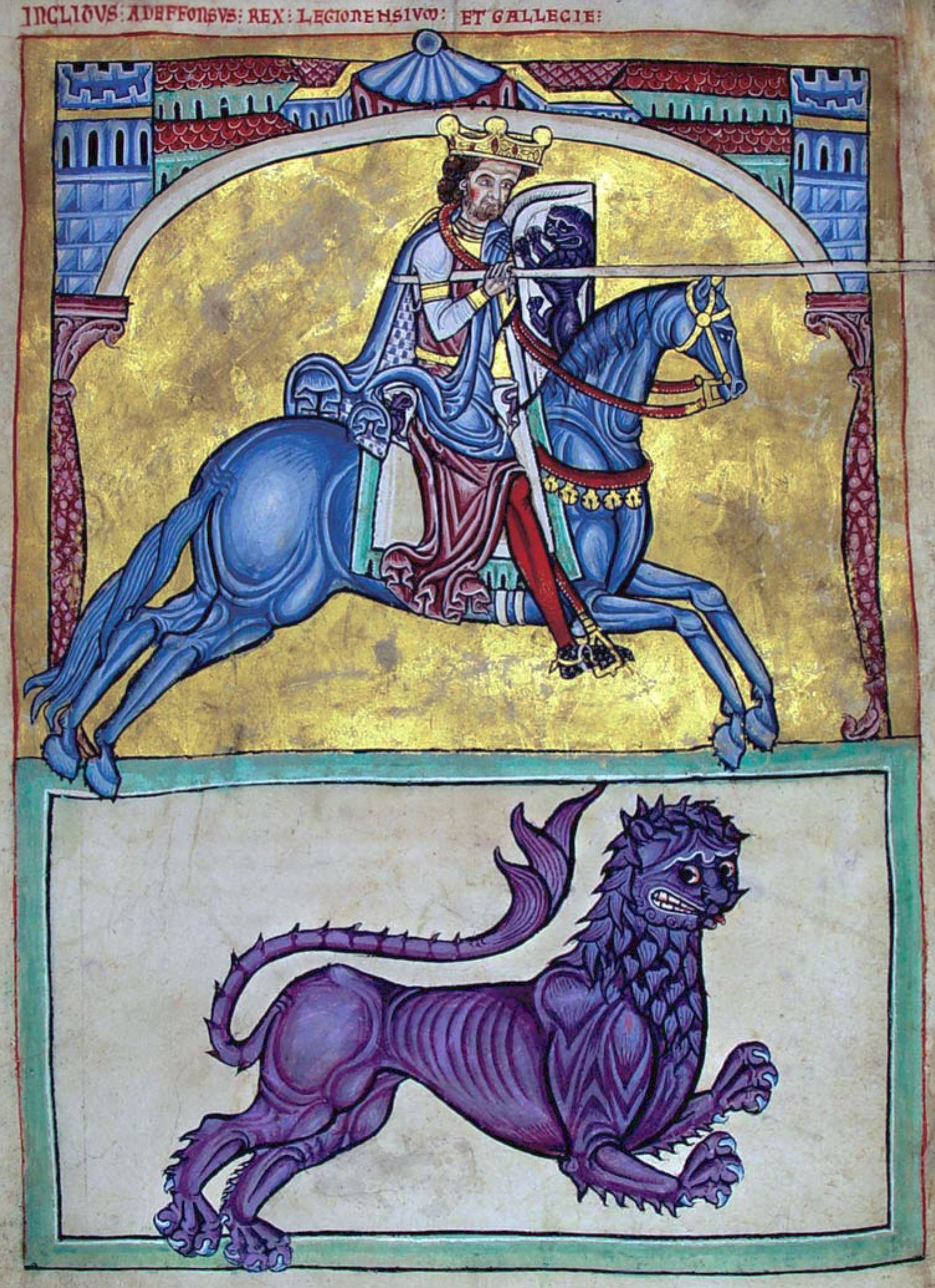
Alfonso IX de León incorporó Lagunilla a la Diócesis de Coria.

Alfonso V el Noble trató de repoblar estas tierras fronterizas con los árabes y el conde Raimundo de Borgoña las coloniza con pobladores de procedencia diversa: francos, navarros, aragoneses, gentes del norte...Contingentes de grupos mozárabes llegaban en el siglo XI hasta el Sistema Central, marcando la zona, el límite septentrional del dominio musulmán hasta el siglo XII.
Alfonso IX de León expulsaba a los árabes de estas tierras y restablecía la Diócesis de Coria, incorporando a ella la Parroquia de Lagunilla, lo cual prueba que el pueblo existía con bastante anterioridad.
Durante mucho tiempo, siglos XII y XIII, la alta Extremadura y sur de la provincia de Salamanca recibían el nombre de Transierra y en ella quedaba incluida Lagunilla. La escasa población, la espesura de los bosques, con ausencia de comunicación, aparte de los antiguos caminos romanos, hicieron que estas tierras fueran refugio de bandidos.
En 1157, con la muerte de Alfonso VII el Emperador, se separan Castilla y León. Surgen las defensas en los límites de uno y otro fortaleciendo las que quedaban en la invasión árabe. Parece probable que en Lagunilla existiese alguna, por su situación geográfica, pues en el callejero se nombra el lugar del Castillejo y calle de Castillejo.
Lagunilla, por tanto, se encuentra integrada en el Reino de León. Aunque no se puede asegurar cuál fue el núcleo primitivo de Lagunilla, lo cierto es que fue incorporado a Coria, tras su conquista, luego ya existía y con bastante anterioridad al Marquesado de Montemayor.
Las primeras edificaciones fueron levantadas entre la Fuente del Guijo, la Plaza del Caño y la Plaza de la Reina (la Plazuela). Más tarde comenzó a edificarse más allá de la Fuente del Guijo, dándole el nombre de "Casas Nuevas".
La iglesia, como en todas partes, fue construida a las afueras, ya que servía de enterramiento, pero su edificación debió ser no muy posterior a la del pueblo.

### Señorío de Montemayor (1458)
Dos siglos antes de crearse el Señorío de Montemayor, Lagunilla debía estar incluida en los términos de Miranda que fueron determinados por Alfonso IX de León en 1215, como igualmente Montemayor del Río.
Más tarde encontramos Crónica de Fernando IV, que varias villas, entre ellas las de Granadilla, Miranda y Montemayor pertenecieron a Don Sancho, nieto de Alfonso X el Sabio, luego se deduce que ya Montemayor se había separado de Miranda, formando Comunidad de Villa y tierra propia.
También se halla en la documentación medieval de Ledesma como «ser Villa y Lugares de Don Juan, hijo de Alfonso IX en 1350» y más tarde en 1418 el infante don Enrique, Maestre de la Orden de Santiago, pide le rindan pleito y homenaje todas estas tierras.

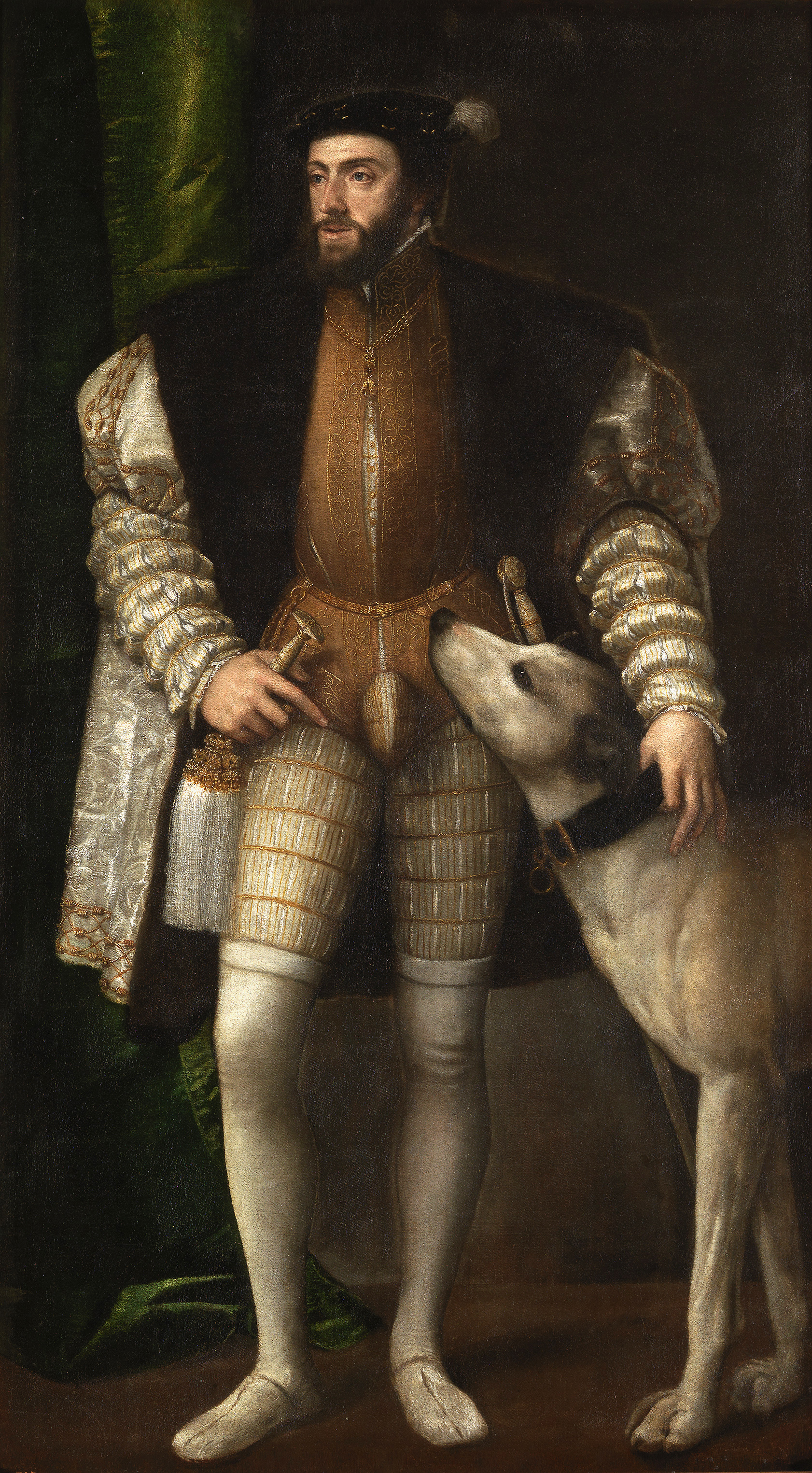
Carlos I de España elevó en 1538 el señorío de Montemayor a la categoría de marquesado.

Reinando Enrique IV el Impotente y bajo su autorización, en el año 1458, don Juan de Silva, conde de Cifuentes y señor de Montemayor creaba a favor de su hijo, Don Juan de Rivera, el Mayorazgo de Montemayor, formándose el señorío con todas sus jurisdicciones, que comprendía, además de Montemayor, los pueblos de Lagunilla, El Cerro, Valdelageve, Aldeacipreste, Calzada, Colmenar de Montemayor, Horcajo, Valdefuentes, Peñacaballera, Baños, Valdehijaderos, Valbuena y Cristóbal de la Sierra.
También en lo eclesiástico quedó como cabecera de jurisdicción el arciprestazgo de Montemayor, hasta 1850 en que fue suprimido el Partido Judicial y trasladado a Béjar, y también se trasladó el arciprestazgo, aunque solo dos años después, en 1852 figura Lagunilla como cabeza del arciprestazgo con el mismo distrito que tuvo Montemayor, exceptuando Baños. En 1555 se dispuso «que en adelante no se pregonaran ni en la Iglesia ni cementerio, pechos, impuestos ni carnicerías ni encabezamientos ni otras cosas que no sean tocantes a la Iglesia». Hasta 1572 se representaron Autos Sacramentales en la Iglesia, en su atrio y en el cementerio. Hasta 1576 los viudos podían permanecer en la iglesia con los sombreros puestos, enfundados en sus capas, sentados sin moverse. Desde estas fechas las cencerradas en las bodas de viudos se sustituyeron por toques de campana. Desde 1597 se ordena por el Visitador que las mujeres que estén en el mes del parto se confiesen y comulguen por el peligro que esperan. En 1672 el Visitador ordenó que un Crucifijo, un Santiago y «otras hechuras de otros Santos pequeños» y «así mismo otros marquitos de otras pinturas de la sacristía con sus lienzos», sean enterrados. 
Aunque se dice que los marqueses construyeron en Lagunilla un palacio en el lugar denominado "Casas Nuevas", conocido por los gunillenses como "El Pasil" , esta atribución parece errónea y por el escudo que allí campeaba debemos relacionarlo con la familia Flores.
Se dice que la Fuente del Guijo fue hecha para el servicio del Palacio, ya que estaba próxima a él.
A finales del pasado siglo, al derrumbarse unos casillones de El Pasil, se encontraron algunas piedras labradas y entre ellas, una con el escudo mencionado, procedente sin duda, del antiguo caserón palacio, destruido durante la Guerra de la Independencia. Este escudo es acuartelado y sus emblemas son:
- Superior derecha: castillo o fortaleza.
- Superior izquierda: 5 flores de lis.
- Inferior derecha: 5 flores de lis.
- Inferior izquierda: león rampante.

Fue colocado de frontal en la fuente de los Mártires, donde aún se puede contemplar, aunque muy deteriorado. Como puede verse en el libro Montemayor. Del concejo medieval a los ayuntamientos contemporáneos, este escudo es similar al que hay en Montemayor y muy parecido a otro existente en Baños, ambos son de la familia Flores, una de cuyas ramas radicó en Lagunilla desde el siglo XVII.
Las investigaciones desarrolladas en el libro anteriormente citado aclaran las hipótesis sobre dicha casa palacio, pues, como ya recoge Don Segundo, cuando toma posesión del estado de Montemayor, el nuevo marqués, Don Antonio María de León, en el año 1807 por fallecimiento de su padre, al enumerar sus derechos y pertenencias, no hace mención del Palacio de Lagunilla, lo que hoy parece más claro, no existió tal palacio del marqués ni lo hubo antes, ni se relaciona en el Catastro de Ensenada,  y en cuanto al supuesto palacio de El Cerro cabe hacer otra rectificación: era una casa de registro ferial, era el edificio principal de la feria de San Fausto, como en el libro Montemayor. Del concejo medieval a los ayuntamientos contemporáneos se demuestra documentalmente.
El pueblo continuó dependiendo del poder de estos señores que era muy amplio en todos los sentidos: basta decir que para levantar un edificio, había que pedir permiso al señor Corregidor de Montemayor, en nombre del señor marqués. Así lo prueba la licencia que hubo de solicitar Doña Aldonza para construir el Hospital en 1695 y las escrituras del señor Obispo en 1700.
Un hecho digno de reseñar en estos años (1710) fue el paso por Lagunilla del rey Felipe V, en su camino hacia Ciudad Rodrigo. Otro sería el posible paso de Lope de Vega acompañando al duque de Alba en su viaje a Las Batuecas, 1604-1614, visitando Coria y la Abadía, pues es de suponer que seguirían el antiguo ramal del calzada romana por Lagunilla y Valdelageve para internarse en la Sierra de Francia.

### Guerra de la Independencia
Los franceses no estuvieron asentados en el pueblo, pero sí en sus alrededores, como Puerto de Béjar; no hubo ningún encuentro importante, pero sí llegaron en sus correrías, aunque fuesen grupos aislados pero devastadores. En una de ellas se cree que destruyeron el Palacio de los Marqueses de Montemayor y todas las casas circundantes, saqueando y maltratando a los habitantes del pueblo.
Entre los años 1808 al 1811 pasaron por el Hospital de Lagunilla numerosos soldados que eran enviados para curarse y convalecer de sus heridas. También murieron algunos y fueron enterrados en las afueras de la Iglesia. El papel que hizo el Hospital fue magnífico y contribuyeron a los gastos las Cofradías e Instituciones, incluso hasta enajenando sus bienes.
Desde 1806 hasta 1810 hubo guarniciones en el pueblo, como las Compañías 1.ª y 2.ª del regimiento de Infantería de Zamora, llamadas los Granaderos, cuyo jefe era Benito Rodríguez y antes habían pasado los Regimientos de Infantería de Infiesto, Caballería del rey y otros.
También hubo regimientos en los pueblos cercanos, como Montemayor, Peñacaballera, Aldeanueva, etc.
Además de la asistencia hospitalaria, Lagunilla, como todos los pueblos, también hubo de contribuir al mantenimiento de estas tropas, igualmente con enseres y hombres, pues se consignas algunos muertos, como Franciso Sánchez y Pedro Martín, entre otros, en Francia, en las cercanías de la frontera.

### Fin del Antiguo Régimen
Después de la Guerra de la Independencia fue abolido el Régimen Feudal o Señorial y los municipios cobran vida propia. Con la creación de las actuales provincias en 1833, Lagunilla fue incluido en la provincia de Salamanca, dentro de la Región Leonesa. Lagunilla sigue perteneciendo al Partido de montemayor, hasta que en 1850 pasa a depender de Béjar.

### SigloXX
La vida en Lagunilla fue transcurriendo sin grandes avatares hasta el primer tercio del siglo XX, destacando la visita del rey Alfonso XIII en 1922 de camino a la expedición de Las Hurdes, hasta que como en otros lugares de España, el pueblo se vio envuelto en las elecciones de 1933, y tras ello, en la Guerra Civil, que dio lugar a rivalidades e inquinas locales. Fueron superadas éstas, a través de los años, hasta que llega la democracia con sus primeras elecciones en 1979.

## Demografía
Cuenta con una población de 428 habitantes (INE 2024).
| Gráfica de evolución demográfica de Lagunilla entre 1842 y 2021                                                       |
| |
| Población de derecho según los censos de población del INE. Población de hecho según los censos de población del INE. |

Según el Instituto Nacional de Estadística, Lagunilla tenía a, 31 de diciembre de 2019, una población total de 466 habitantes, de los cuales 252 eran hombres y 214 mujeres. Respecto al año 2000, el censo refleja 640 habitantes, de los cuales 341 eran hombres y 299 mujeres. Por lo tanto, la pérdida de población en el municipio para el periodo 2000-2019 ha sido de 174 habitantes, un 27% de descenso.

## Transporte
Dada su situación en un extremo tanto de la provincia, como de la comunidad autónoma el municipio no está muy bien comunicado por carretera, siendo el único acceso al mismo una carretera local que en sentido este lo une con El Cerro y Peñacaballera, dónde finaliza en el enlace con la autovía Ruta de la Plata que une Gijón con Sevilla, y cuyo acceso se encuentra a 13 km de distancia. En dirección noroeste surge una carretera local que une con Valdelageve y la Sierra de Francia.
En cuanto al transporte público se refiere, tras el cierre de la ruta ferroviaria de la Vía de la Plata, que pasaba por el municipio de Béjar y contaba con estación en el mismo, no existen servicios de tren en el municipio ni en los vecinos, ni tampoco línea regular con servicio de autobús, siendo la estación más cercana la de Béjar. Por otro lado el aeropuerto de Salamanca es el más cercano, estando a unos 95km de distancia.

## Símbolos

Representación heráldica del blasón aprobado

### Escudo
El escudo heráldico que representa al municipio fue aprobado con el siguiente blasón:

«Campo único de plata, capelo episcopal de sinople, venera santiaguesa al natural y bordoncillos en aspa también al natural. Al timbre corona real de la Casa Borbónica reinante»

## Administración y política
| Partido político                         | 2019  | 2019  | 2019       | 2015  | 2015  | 2015       | 2011  | 2011  | 2011       | 2007  | 2007  | 2007       | 2003  | 2003  | 2003       |
| Partido político                         | %     | Votos | Concejales | %     | Votos | Concejales | %     | Votos | Concejales | %     | Votos | Concejales | %     | Votos | Concejales |
| Partido Popular (PP)                     | 56,70 | 203   | 4          | 67,48 | 220   | 5          | 74,87 | 292   | 6          | 59,24 | 279   | 4          | 48,50 | 227   | 3          |
| Partido Socialista Obrero Español (PSOE) | 42,74 | 153   | 3          | 30,06 | 98    | 2          | 29,40 | 147   | 2          | 39,92 | 188   | 3          | 51,07 | 239   | 4          |

## Cultura

### Fiestas
El 15 de agosto es la fiesta grande del pueblo, la de su patrona la Virgen de la Asunción. Después de las fiestas de agosto, ninguna reviste tanta importancia como las del 14-15 de septiembre, El Santísimo Cristo de los Afligidos.

### Patrimonio
- Palacio Episcopal (1686).
- Hospital de Santo Domingo (1696).
- Ermita del Santo Cristo de los Afligidos (1697).
- Iglesia parroquial de la Virgen de la Asunción (1500).
- Fuente del Guijo.
- Fuente del Castaño.
- Almazara (molino de aceituna).